# Alexandra Prokhorova
Alexandra Prokhorava es una actriz, guionista, directora y poeta ruso-española  conocida por su participación en series  como Olympo,  Mercado Central, Sicilia Sense Morts, In from the Cold y Nacho. También ha participado en laureadas películas como 70 Binladens y Nubes de Cartón.

## Carrera
Nació en San Petersburgo y a los ocho años se fue a vivir a España con su familia. Desde joven mostró inquietudes artísticas y  empezó a tomar clases de actuación en la escuela de Juan Carlos Corazza.
Una de sus primeras oportunidades en el cine se la dio Koldo Sierra en la película 70 Binladens.
Uno de sus primeros papeles fijos en televisión fue en la serie Mercado Central de RTVe y dio el salto a nivel internacional con la serie de Netflix In from the cold donde interpretó a la asesina Gaia Morozova.
En Teatro ha destacado en la obra Las Culpables del director Carlos Be.
Actualmente se la puede ver en la nueva serie de Netflix, Olympo. 

## Filmografía

### Películas
| Título                                 | Personaje                    | Director              | Estreno |
| -------------------------------------- | ---------------------------- | --------------------- | ------- |
| Latin Hitman                           | Sveta                        | Damian Chapa          | 2020    |
| Nubes de Cartón                        | Diana                        | Sergio Hernández      | 2019    |
| 70 Binladens                           | Daryna                       | Koldo Sierra          | 2018    |
| Alexa                                  | Alexa                        | Leila García          | 2018    |
| Que el fin del mundo te pille bailando | Amiga Bailarina              | Josemar Martínez      | 2018    |
| Condena                                | Elena                        | Ainara Cano           | 2018    |
| Mirame                                 | -                            | Alexandra Prokhorova  | 2017    |
| Sin Mañana                             | Laura                        | Javier Mena           | 2017    |
| Luces                                  | La Chica que viene de la luz | Vicen Lorenzo         | 2017    |
| No Place Like Home                     | Alex                         | David Velduque        | 2017    |
| Lobos y corderos                       | La asesina                   | Ángel Harry           | 2016    |
| La Ruleta Rusa                         | Chica secuestrada            | Jesús García Llorena  | 2016    |
| Resaca                                 | Chica                        | Gian Carlos Gutiérrez | 2015    |

### Series de Televisión
| Título                     | Personaje                     | Nota        | Estreno |
| -------------------------- | ----------------------------- | ----------- | ------- |
| Olympo                     | Svetlana Rominova             | Principal   | 2025    |
| Segunda Muerte             | Irochka                       | Recurrente  | 2024    |
| Nacho                      | Cicciolina                    | Episódico   | 2023    |
| Sicilia Sense Morts        | Liudmila                      | Principal   | 2022    |
| Mood                       | Covid Asistente ( recurrente) | Recurrente  | 2022    |
| Im From The Cold           | Gaia Morozova                 | Recurrente  | 2022    |
| Mercado Central            | Vanessa                       | 6 episodios | 2020    |
| Valeria                    | Inquilina de Lola             | 1 episodio  | 2020    |
| Servir y Proteger          | Estefanía                     | 1 episodio  | 2020    |
| Las Chicas del Cable       | La criada                     | 1 episodio  | 2020    |
| Fugitiva                   | Enfermera                     | 1 episodio  | 2018    |
| Las crónicas de la litrona | Chica Rusa                    | 2 episodios | 2017    |
| Relatos Estrafalarios      | La transeúnte                 |             | 2017    |

### Teatro
| Título                                 | Personaje | Estreno   | Director             |
| -------------------------------------- | --------- | --------- | -------------------- |
| Mujeres infieles                       | -         | 2023      | Alejandro Colera     |
| Las culpables                          | Desdémona | 2022-2023 | Carlos Be            |
| La destina de la caminanta             | -         | 2018      | José Carlos Palacios |
| La finca de las farsas                 | -         | 2015      | Mateo Nicolau        |
| El análisis perfecto hecho por un Loro | -         | 2010      | Manuel Morón         |

### Videos Musicales
- Choco S Parano ( 2022)[11]

### Productora
- El Niño Pez (2023)